# Limagne

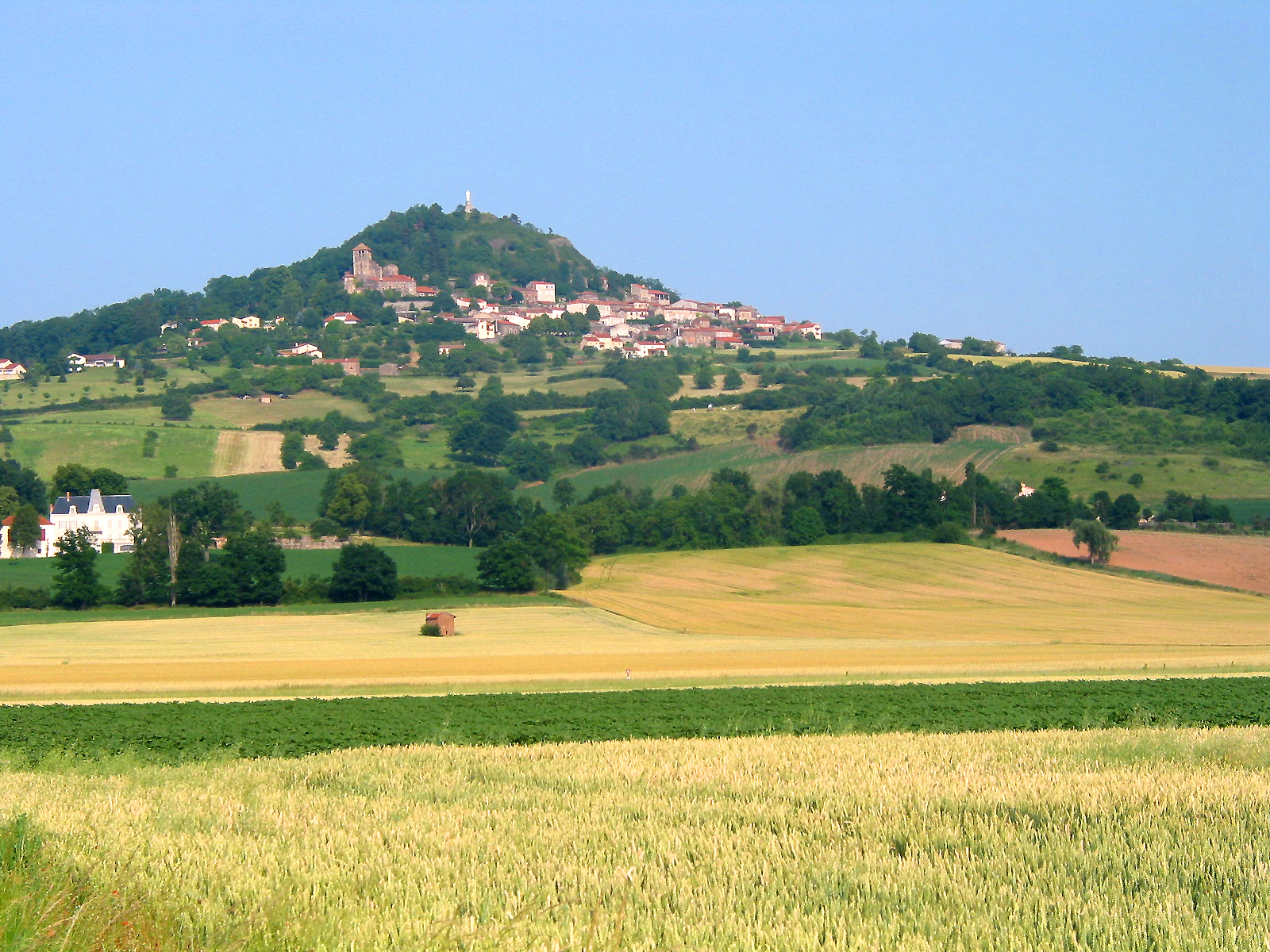
Limagne bei Usson

Geographische Lage der Grande Limagne (rosa) und der Limagne Bourbonnaise (lila) innerhalb der Region Auvergne

Die Limagne (okzitanisch: Limanha) ist eine vergleichsweise ebene und fruchtbare Landschaft am Fluss Allier innerhalb der zentralfranzösischen Region Auvergne. Sie erstreckt sich innerhalb der Départements Haute-Loire, Puy-de-Dôme und Allier.

## Etymologie
Die wahrscheinlich lateinische Wortherkunft lacus magnus bedeutet „großer See“, was auf ein ehemaliges Seen- und Sumpfgebiet schließen lässt. Man unterscheidet zwischen der Limagne de Brioude und der Limagne d’Issoire im Süden, der Grande Limagne um Clermont-Ferrand und der Limagne Bourbonnaise im Norden.

## Geographie
Die langgezogene (ca. 100 Kilometer) und – mit Ausnahme der Randzonen – eher flache bis hügelige Limagne befindet sich in einer Höhe von ca. 250 bis 500 m im Herzen der Auvergne. Sie wird geologisch als „Einbruchbecken“ bezeichnet und ist im Süden, Westen und Osten begrenzt durch Höhenzüge, deren – manchmal an der Oberfläche sichtbare – Granit-, Basalt- und Lavaformationen auf ehemalige vulkanische Aktivitäten hinweisen. In Süd-Nord-Richtung wird sie durchflossen vom Allier, der – neben Frost, Regen und Wind – zur Abtragung des vulkanischen Gesteinsmaterials und seiner Ablagerung in den Tallagen beigetragen hat. Das Klima der Limagne wird deutlich beeinflusst vom Zentralmassiv; die Tageshöchsttemperaturen übersteigen im Sommer nur selten 30 °C, im Winter sind Schneefälle sowie Nacht- und sogar Tagesfröste nicht selten.
Neben der Großstadt Clermont-Ferrand sind weitere Kleinstädte der Limagne von regionaler Bedeutung: Riom, Volvic, Ennezat, Issoire, Brioude u. a.

## Wirtschaft
Während in den überwiegend bergigen Gebieten der Auvergne die Viehwirtschaft dominiert, ist auf den fetten und fruchtbaren Sedimentböden der Limagne der Anbau von Getreide, Zuckerrüben und auch Tabak möglich. Die guten Böden und die ebene Struktur der Landschaft heben die Limagne aus den übrigen Landschaften der Auvergne heraus. In einigen Orten am Rand der Limagne (Châteaugay, Corent) wird auch Weinbau (Côtes d’Auvergne) betrieben. Weit über die Grenzen Frankreichs hinaus bekannt sind die Mineralwässer von Vichy und Volvic.

## Geschichte
Vor dem Erscheinen der Römer gehörte das Gebiet um den Puy de Dôme zum Herrschaftsgebiet der Arverner – ein keltischer Volksstamm, von dem der historische Name Auvergne abgeleitet ist. In der Zeit der Völkerwanderung kamen zunächst die Westgoten, später dann die Franken. Im Mittelalter war die Region nicht unbedeutend: Im Jahr 1095 rief Papst Urban II. von der Synode von Clermont aus zum ersten Kreuzzug auf; zu dieser Zeit entstand auch eine Vielzahl von bedeutenden Kirchen und Burgen.

## Sehenswürdigkeiten

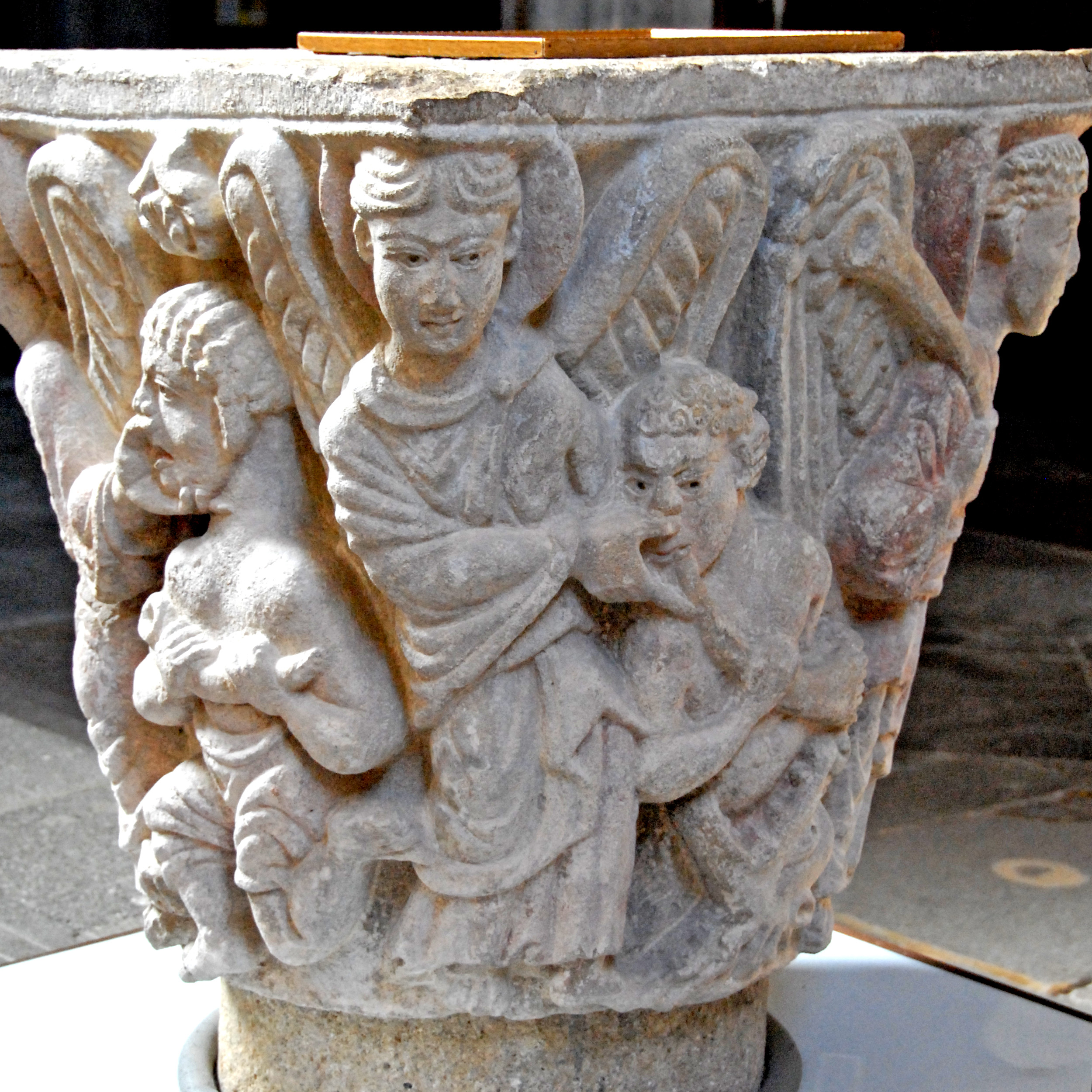
Abteikirche Mozac, Kapitell

- Stiftskirche Saint-Julien (Brioude)
- Prioratskirche St-Julien in Chauriat
- Schloss Effiat
- Kollegiatkirche St-Victor et Ste-Couronne in Ennezat
- St-Austremoine in Issoire
- Abteikirche Mozac
- Schloss Ravel
- Riom, Ville d’art et d’histoire
- Usson, klassifiziert als eines der schönsten Dörfer Frankreichs
- Auzon (okzitanisch Uzou)

## Sonstiges
- Die Limagne ist bekannt für mehrere Fossilfundstellen.
- Der Roman Mont Oriol (1887) von Guy de Maupassant spielt in der Grande Limagne.